# Рязанов, Александр Всеволодович
Александр Всеволодович Рязанов (1908—1987) — российский музыкант: руководитель вокального ансамбля, пианист, композитор.

## Биография
Родился 19 октября (1 ноября по новому стилю) 1908 года в г. Симбирске в семье офицера Симбирского кадетского корпуса.
Александр Всеволодович до 1929 года жил в Ульяновске, учился сначала во второй мужской гимназии, потом в третьей советской школе (ныне Мариинская гимназия), параллельно занимался по классу рояля в музыкальной школе А. Ф. Симагуловой, работал в кинотеатрах города пианистом, аккомпаниатором приезжавших на гастроли певцов.
В 1930 году Рязанов переехал в Москву. Окончил Московский областной музыкальный техникум и в 1937 году – Московскую консерваторию. Работал в ней ассистентом у Д. Б. Кабалевского. В 1930-е годы играл в оркестрах А. В. Варламова.
В 1937 году организовал собственный вокальный квартет из артистов МХАТа им. Горького, в состав квартета вошли Пётр Нечаев, Николай Семерницкий, Александр Акимов и Николай Словинский. Рязанов выполнял в коллективе роль бэнд-лидера: осуществлял художественное руководство, занимался организацией концертов и звукозаписей, делал вокальные аранжировки песен, в концертах исполнял партию фортепиано. Записи коллектива (в том числе, под названием «вокальный джаз-квартет») сохранились на грампластинках. Ансамбль просуществовал (предположительно) до 1946 года.
В январе 1942 года он был мобилизован в образцово-показательный оркестр под управлением С. А. Чернецкого, с вокальным коллективом которого выезжал на Брянский, Волховский и другие фронты. Позже Рязанова перевели на Северный флот. Там он стал художественным руководителем оркестра «Морские охотники», который выступал на боевых кораблях.
После окончания войны Рязанов сотрудничал с ансамблем песни и пляски Черноморского флота, совершил гастрольные поездки по 200 городам СССР как аккомпаниатор М. Д. Михайлова, Л. А. Руслановой и других артистов.
Умер 21 сентября 1987 года в Москве.

### Личная жизнь
Рязанов был знаком с актрисой Зоей Фёдоровой по работе — в начале 1940-х годов она выступала с его оркестром. В 1945 году актриса влюбилась в американского дипломата Джексона Тейта. В 1946 году, когда Тейт из СССР уже уехал, она родила от него дочь Викторию. Чтобы скрыть этот факт, Александр Рязанов предложил Федоровой стать его женой и новорожденную Викторию он назвал своей дочерью.
В конце 1946 года Федорова была арестована по обвинению в шпионаже и попала на десять лет в лагеря. Подозрение сотрудников органов пало и на Рязанова. Его арестовали, и примерно пять лет он провел в лагере под Калугой.

## Труды
Автор оперетты «Испытание любви», музыки к драматическим спектаклям. Создал около 50 песен, в том числе «Апрель в Ульяновске» и «Все проходит» (слова Николая Коваля, репертуар Клавдии Шульженко).

## Награды
- Был награждён орденом Красной Звезды и медалью «За оборону Советского Заполярья».

## Память
- Посвященные А.В. Рязанову материалы хранятся в ульяновском Краеведческом музее и в Областной научной библиотеке.